# Associació Protectora de l'Ensenyança Catalana
 (décembre 2018).
Si vous disposez d'ouvrages ou d'articles de référence ou si vous connaissez des sites web de qualité traitant du thème abordé ici, merci de compléter l'article en donnant les références utiles à sa vérifiabilité et en les liant à la section « Notes et références ».
L'Associació Protectora de l'Ensenyança Catalana (APEC), appelée populairement « La Protectora », est une association fondée en 1898 ayant pour objectif de moderniser l'école catalane. Elle est fermée définitivement par les autorités franquistes en 1939.

## Histoire

### Contexte
À la fin des XIXe et XXe siècles, l'Espagne vit des changements intenses : la perte de Cuba, la forte industrialisation du pays, l'organisation syndicale et la revendication de plus de libertés. Le catalanisme commence à se politiser et en 1891 est créée l'Unió Catalanista, fédération d'entités catalanistes sur les Bases de Manresa (1892), un projet de constitution qui propose l'autonomie de la Catalogne au sein de l'État espagnol.
Dans les écoles, c'est l'enseignement traditionnel qui domine. Les écoles enseignent en castillan, la récitation des noms de rois wisigoths et du chapelet, alors qu'en Europe naissent de nouvelles pédagogies et des approches modernes dans l'éducation : Maria Montessori, Célestin Freinet, Ovide Decroly, John Dewey, ainsi qu'à Madrid avec l'Institution libre d'enseignement créée en 1876 par Francisco Giner de los Ríos.

### Débuts
En 1898 est créée l'Associació Protectora de l'Ensenyança Catalana avec l'appui d'Unió Catalanista. Le fondateur de l'association est le pédagogue Francesc Flos i Calcat, créateur de la première école dotée d'un enseignement en catalan, l'école Sant Jordi. Le bureau est composé de Josep Fiter i Inglès (président), Francisco Figueras (trésorier) et Enric Ciurana (secrétaire).

### La relance

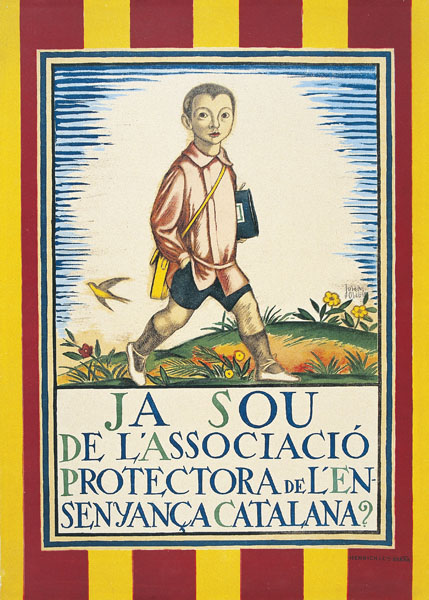
Affiche de l'artiste Josep Obiols pour promouvoir l'association (1921).

A ses débuts, l'activité de l'association est peu dense, jusqu'en 1912 où l'Assemblée de l'Unió Catalanista qui se réunit à Tarragone encourage le modèle d'école catalane pour les centres qui souhaitent y adhérer.
L'année suivante, le Conseil de la pédagogie est créé à la Députation de Barcelone et l'Institut d'Estudis Catalans promulgue les normes orthographiques, ce qui contribue moderniser l'enseignement et à renforcer les bases du modèle scolaire promu par l'APEC.
En 1914, la Mancomunitat de Catalunya soutient à son tour l'APEC. C'est pourquoi le nombre de ses membres augmente considérablement, passant de 200 personnes et de cinq groupes en 1915, à 8 262 et 212 respectivement. Les écoles subventionnées passent de 14 à 37.  
L'APEC conçoit en 1916 un plan éditorial couvrant tous les domaines de l'école primaire : livres de langage scolaire (lecture, écriture et grammaire), calcul et géométrie, géographie, histoire, sciences physiques et naturelles, histoire et grammaire espagnole et française. 
En 1917, l'association crée la Commission pédagogique, présidée par Pompeu Fabra. 
Le pédagogue Alexandre Galí devient en 1922 membre de la Commission technique. Elle organise également la formation des enseignants, propose des cours de catalan et créé des bibliothèques scolaires gérées par la Mancomunitat et la mairie de Barcelone.
En 1923, l'APEC compte plus de 10 000 membres. Les entrepreneurs catalans ayant fait carrière en Amérique contribuent financièrement.

### La clandestinité
Sous la dictature de Primo de Rivera (1923-1930) l'enseignement du catalan est interdit à l'École normale ainsi que les livres scolaires en catalan. Le décret du 24 juin 1924 censure l'Associacio Protectora de l'Ensenyança Catalana et les écoles qu'elle subventionne.
Néanmoins, l'APEC n'est pas dissous mais seulement fermée, ce qui permet de continuer à travailler. En octobre 1924 est célébrée à Paris l'assemblée constitutive de la Société d'Edition Raymond Lulle, qui permet de continuer le travail de l'APEC pendant les années de dictature. 

### Les enseignants de la République
Après la dictature, la tâche éditoriale reprend. Après la proclamation de la Seconde République Espagnole, l'APEC reçoit le soutien de la mairie de Barcelone et de la Généralité républicaine, et l'année 1933 dépasse le chiffre de 7.813 partenaires, ce qui permet de réaliser plusieurs projets : subventions aux écoles, bourses aux enfants, organisation de colonies scolaires, création de la Festa d'Infants i de Flors (en français : la Fête des Enfants et des Fleurs) au Parc Güell et mise en œuvre de concours scolaires de langue, géographie et histoire catalane. En 1936, l'APEC organise son premier Congrès National où son travail scolaire est analysé, ainsi qu'une exposition de manuels scolaires.  
Parmi les livres scolaires publiés par l'association se trouvent le Curs mitjà du linguiste Pompeu Fabra, Les Ciències en la vida de la llar de la pédagogue Rosa Sensat et des manuels d'histoire d'Enric Bagué et de Jaume Vicens i Vives. 

### La guerre
Pendant la Guerre Civile espagnole, sous le patronage du docteur Solé i Pla, l'APEC crée la bibliothèque pour la jeunesse Apel.les Mestres, installée sur la place du Pin, dans le quartier gothique de Barcelone. 
En 1939, l'APEC et la bibliothèque sont fermées par les autorités franquistes, qui confisquent aussi les documents et le matériel. Au début du franquisme, l'Editorial Pedagògica de l'APEC devient l'Editorial Pedagògica, publie quelques livres traduits en castillan mais disparaît peu après. 